# Inte
Inte war Standort einer Kommende des Johanniterordens in der Wesermarsch, es lag nördlich von Seefeld und südlich von Stollhamm in der Nähe des Jadebusens. Später gingen aus Inte ein gräfliches Vorwerk und ein Rittergut hervor.

## Geographie
Inte lag zwischen den im Mittelalter existierenden Meeresarmen Heete und Ahne, die den Jadebusen mit der Weser verbanden. Es hatte dadurch eine Insellage. Gegenüber von Inte auf der anderen Seite der Ahne liegen die noch heute existierenden Höfe mit dem Namen Kloster.

## Geschichte

### Vorgeschichte – Die Johanniter in Butjadingen
Es gab in der Wesermarsch und im Gebiet um die Friesische Wehde fünf Johanniterkommenden: Roddens und Inte in Butjadingen, im westlichen Randgebiet des Stadlandes Strückhausen und das 1511 im Jadebusen versunkene Hoven sowie Bredehorn am Rand der Friesischen Wehde. Die erste urkundliche Erwähnung finden die Kommenden im Jahr 1319 im Groninger Vergleich zwischen den friesischen Johanniterkommenden und dem Komtur von Steinfurt. Es ist wahrscheinlich, dass die Kommenden der Wesermarsch um 1300 gegründet wurden, da zu dieser Zeit gute Bedingungen bestanden. Die Butjadinger Kommenden Roddens und Inte waren beide zuvor jeweils an einem anderen Ort; die Verlegungen waren im 14. Jahrhundert. Roddens ging aus der Kommende Langewick (Langewische) hervor die westlich von Stollhamm in der Wisch gelegen haben könnte und Inte aus der Kommende Wycklesse. Die Umsiedlung von Langewisch nach Roddens muss spätestens beim Durchbruch der Heete 1334 stattgefunden haben. Inte folgte einige Jahrzehnte später. Eine Gewalttat des Grafen Christian V. von Oldenburg könnte die Umsiedlung nach Inte ausgelöst haben: Wie die Rasteder Chronik berichtet zog Christian V. 1375 (oder 1385) durch Rüstringen und plünderte „die Kirche in Witzale“ sowie die „Besitzungen des hl. Johannes“, also die Ländereien der dortigen Johanniterkommende. Er wurde dabei jedoch von den in Butjadingen lebenden Friesen festgesetzt. Christian gelobte Johannes dem Täufer eine Kapelle in der Nähe des Oldenburger Burg zu stiften, um sich aus dieser schwierigen Situation zu befreien. Der Plan ging auf und der Graf stiftete tatsächlich eine Kapelle. Da überliefert ist, dass der Graf den Johannitern daraufhin half, liegt die Vermutung nahe, dass der Graf nach Zerstörung der alten Kommende den Umzug von Witlike nach Inte unterstützte. Der Name Inte/Innede wird von Richard Tantzen auf das Wort indiekt zurückgeführt, also auf das Eindeichen. Dieser Name ist aufgrund der von den Johannitern vorgenommenen Deichbaumaßnahmen plausibel.

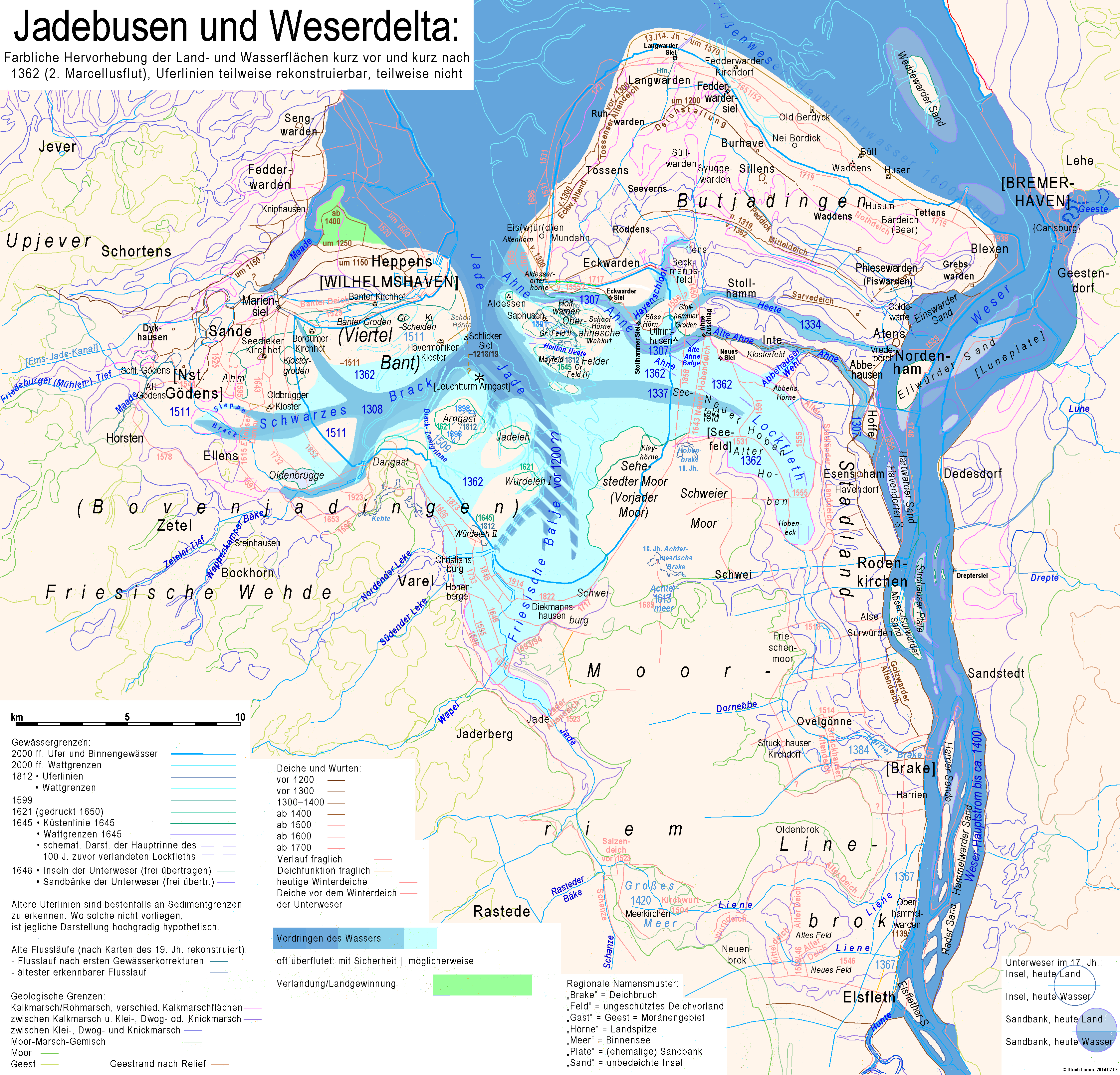
Jade Weser Raum um 1362

Für die Kommenden des Johanniterordens im friesischen Raum findet sich oft die Bezeichnung Klöster, diese ist inhaltlich durchaus angemessen, wenngleich sie nicht ansatzweise die Bedeutung der wirklichen Klöster Hude und Rastede trugen.

### Johanniterkommende Inte
Die Johanniterkommende in Inte war aus wirtschaftlicher Perspektive im Grunde ein großer bäuerlicher Betrieb. Die Kommenden im friesischen Raum waren gegenüber dem Ordenshaus in Steinfurt abgabenpflichtig. Die Abgaben dienten der Finanzierung des Gesamtordens und dessen Widerstandes im späten Mittelalter gegen die Türkisch-Islamische-Expansion im östlichen Mittelmeerraum. Für den Orden der Johanniter waren die Kommenden an der friesischen Küste im äußersten Randbereich. Die hier ansässigen Johanniterhäuser spielten für das religiöse Leben der regionalen Bevölkerung keine bedeutende Rolle. Dennoch war der Orden aufgrund seines Leistungen angesehen. Um 1420 muss eine Ordenskapelle vorhanden gewesen sein, die Johanniter erbauten außerdem ein Steinhaus mit Gewölbekeller, das mindestens bis 1666 bestand.
Um 1500 hatten die Häuser der Johanniter bereits ihren Zenit überschritten. Nachdem die Johanniter im Jahr 1522 die Insel Rhodos und damit ihr Hospital für Pilger an die Türken verloren hatten musste der Orden Prestigeverluste hinnehmen. Die Reformation schwächte den Einfluss weiter.

### Inte als gräfliches Vorwerk

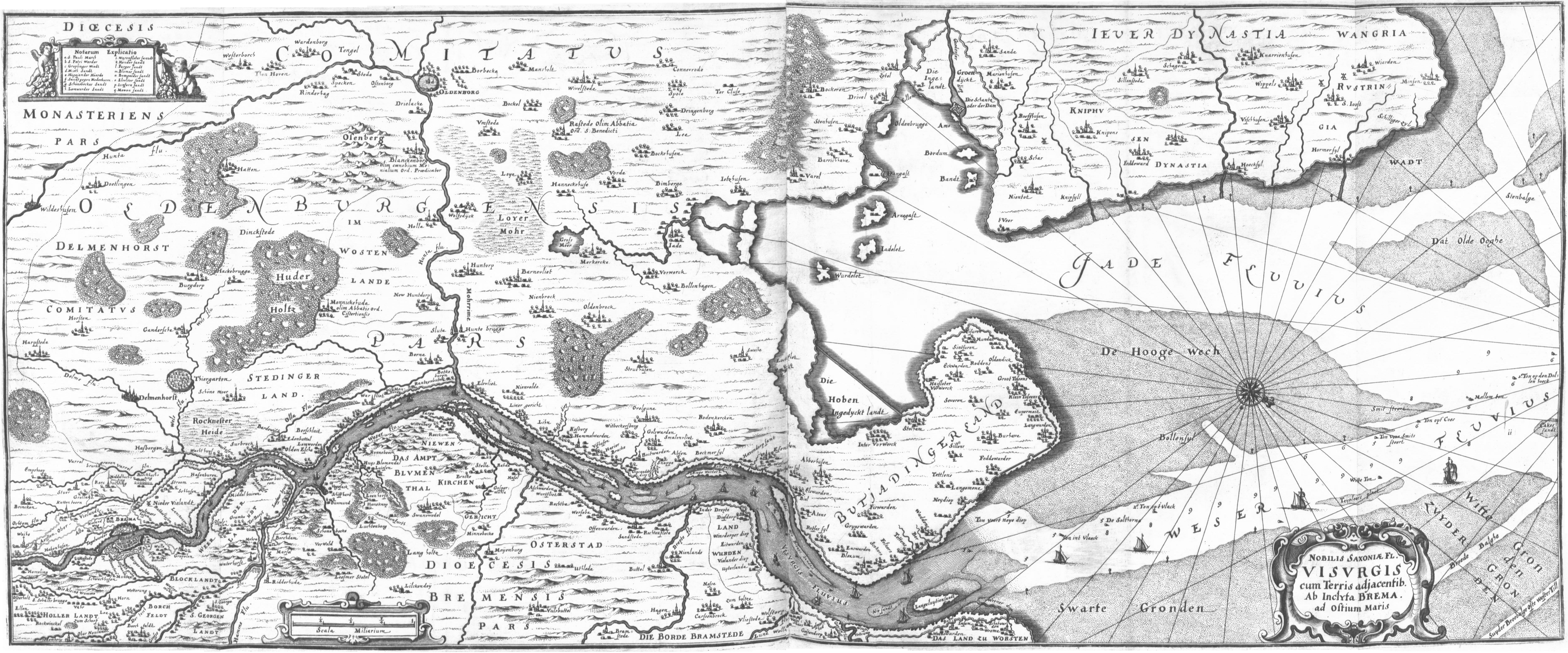
Inter Vorwerk auf einer Karte der Jade Weser Region. Die Karte ist westlich ausgerichtet. Inte befindet sich zentral am hier unteren Teil des Jadebusens.

Die Schwächung während des zunehmenden Einflusses der Reformation veranlasste Graf Anton I. von Oldenburg 1531 die Gelegenheit zu nutzen, die verstreuten Ländereien der Johanniter seines Herrschaftsgebietes in seinen Besitz zu bringen. Zu dieser Zeit war der Orden bereits so schwach, dass keine Gegenwehr überliefert ist. Erst über 15 Jahre später am 20. März 1547 schrieb der deutsche Ordensmeister Georg Schilling von Canstatt an den Grafen Anton: „Sie wollen die eingezogenen meiner Ordensgüter länger nicht okkupieren, sondern der Baley von Westfalen von ordenswegen einräumen“, sonst drohte er mit einer Klage beim Kaiser, „damit einmal der Orden wieder zu dem seinen komme und restauriert werden möge“ Die Bemühungen des Ordensmeisters führten zunächst zu keinem Erfolg, doch er erwirkte am 8. November 1547 ein kaiserliches Mandat. Die Angelegenheit wurde nun als Zivilprozess zur Sache des Reichskammergerichts zu Speyer. Am 25. September 1549 folgte die Klage. Eine Lösung des Konfliktes gab es erst am 1572, als es in Delmenhorst zu einem Vergleich kam: Die vier zur Baley Steinfurt gehörenden Ordensgüter Bredehorn, Roddens, Inte und Strückhausen wurden zu einer Summe von 5000 Joachimstalern an den Grafen abgetreten. Sie waren fortan sein freies Allodium. Die Zahlung der Summe erfolgte erst Jahre später unter Graf Johann VII., der das Land 1578 neu eindeichte.
Die Ländereien des Vorwerks umfassten zu dieser Zeit 51½ Jück und dienten zur Versorgung des Oldenburger Hofes. Der Umfang der wirtschaftlichen Aktivitäten lässt sich anhand einiger Zahlen abschätzen, so lieferte das Vorwerk im Jahr 1624 40.673 Pfund Käse und hatte im Jahr 1631 einen Bestand von über 300 Stück Vieh, darunter 128 Ochsen und 120 Kühe.
Im Jahr 1639 wurde der gräfliche Vorwerksbetrieb eingestellt und das Inventar nach Oldenburg, Ovelgönne und Wittbeckersburg verschoben. Stattdessen wurde es von Graf Anton Günther verpachtet. Die ersten Pächter waren Peter Hüpers und Aries Sibrant, sie zahlten eine Pacht von 3300 Reichstaler und 3 Portugalöser. Ein anderer Teil wurde an Hinrich Maeß verheuert. Nachdem der uneheliche Sohn Anton Günthers Anton von Aldenburg mit einer kaiserlichen Urkunde als „Anton von Altenberg“ legitimiert wurde, erhielt er das Vorwerk Inte mit 1000 Jück, als freies adeliges Erblehen. Zu diesem Zeitpunkt bestand auf dem Vorwerk ein Steinhaus mit Staffelgiebel und zwei Treppentürmen, es war also als möglicher Sitz für einen Adeligen geeignet.
Eine Karte der Vorwerks ist im Vorwerksatlas von Johann Conrad Musculus aus den 1640er Jahren erhalten.

### Das Rittergut Deichhof
Nachdem Graf Anton Günther gestorben war, wurde sein Allodialland in Butjadingen und Stadland zu zwei Dritteln an den Fürsten Johann von Anhalt-Zerbst und zu einem Drittel an den Grafen Anton I. von Oldenburg aufgeteilt. Inte ging entgegen der Planung Anton Günthers an den Fürsten von Anhalt-Zerbst. Es wurde durch den dänisch-zerbstischen Vergleich vom 26. Juli 1689 an die Dänische Krone übertragen. Der dänische König Christian V. leitete unverzüglich den Verkauf der Ländereien in die Wege. So wurde das Land am 7. September 1689 an den Etat-, Justiz-, Kanzleirat und Landdrosten von Pinneberg, Conrad Biermann von Ehrenschildt, verschenkt. Das Vorwerk Innete hatte zu diesem Zeitpunkt 162½ Jück Land. Es wurde vom König mit dem Namen von Deichhoff zum freien adeligen Rittergut erhoben. Der Abbehauser Pastor Christian Closter (1705–1726) berichtet über die Überreste der Johanniterkommende es gäbe „alte Mauern und viel liegende Steine, auch alte Mönchsbücher, in Schweinsleder eingebunden, aber zerrissen und mit eisernen Ketten an der Wandmauer festgemacht, welche an den Meistbietenden verkauft worden.“ Im Laufe der folgenden hundert Jahre wurde das Gut Deichhof durch verschiedene Käufe immer weiter ausgeweitet, bis es 1746 eine Größe von 609½ Jück hatte.

### Staatsdomäne
Im Jahr 1802 wurden Teile der Ländereien von Inte an den Oldenburgischen Staat für 24.700 Reichstaler Gold verkauft. Die Kammer führte die bequeme Lage als Investitionsgrund an. Aufgrund dieser sei eine stete Rendite in Form einer Heuer sehr wahrscheinlich. Peter Friedrich Ludwig der damalige Herzog nahm am 24. Mai 1802 zu diesem Ankauf Stellung: „Es scheint mir als wenn sowohl die Lage, der getrennte Zustand dieses Gutes und die übertriebenen Landpreise diesen Kauf nicht anraten. Dagegen aber scheinen die sehr ansehnlichen Privilegien dieses Gutes es wünschenswert zu machen, es gelegentlich zu erstehen.“ Das Gut wurde für 24.700 Reichstaler erworben.

## Rezeption
Heute erinnert ein Kunstwerk an die verlorene Johanniterkommende, es wird als Kreuz der Johanniter bezeichnete und 2011 eingeweiht. Die beiden Künstlerinnen dieser Skulptur Bärbel Deharde und Ute Extra haben damit zum Kulturpfad Unsichtbare Sehenswürdigkeiten beigetragen.